# Examnes affinis
Examnes affinis là một loài bọ cánh cứng trong họ Cerambycidae.